# Chichito Cabral
Mario "Chichito" Cabral Bruzzatto (Montevideo, 24 de diciembre de 1936) es un músico uruguayo, percusionista, compositor y cantante, pionero en la Música Popular Uruguaya, influyente de varias generaciones de músicos percusionistas. Además, padre del legendario grafitero y rapero, ya fallecido, Felipe Plef Cabral.

## Biografía
Nacido en el barrio del Cerrito de la Victoria, en Montevideo, desde niño se interesa en los tambores de Candombe que marchaban por la calle. A los cuatro años se muda con su familia al barrio de La Mondiola (Osorio y 26 de marzo). A los once años tiene sus primeras experiencias en un grupo que se forma en el barrio: "Gonzalito y su Habana", integrado por Piano y una sesión rítmica donde Chichito toca el Bongó. Su amor por este instrumento se debe a que de adolescente, escucha al Trío Los Panchos por primera vez y queda hipnotizado. Desde 1953 a 1959 realiza estudios de percusión con el bongocero peruano Fausto y con el Mtro. Héctor Ocampo (baterista y bongosero) quien le consigue, luego de varias clases, el trabajo de acompañar a "Las Rumberas", siendo menor de edad.

Cuenta Chichito en el capítulo de "Músicos en la Ciudad" de TV Ciudad:
"... entonces tuve que sacar un permiso del Consejo del Niño. Tocaba, y antes de las 12:30, el Comisario de la Seccional de Policía de Pocitos me mandaba una moto, y me iban a buscar y me traían". 
La primera Orquesta (Sonora) en la que toca es la de Raúl Noda, acompañando a infinidad de artistas extranjeros de los más diversos géneros, entre los que se destacan: Celia Cruz, Olga Guillot, José Feliciano y Bienvenido Granda. Siempre se auto-definió como "Bongosero" más que "Conguero", aunque en realidad fue un virtuoso tanto en el Bongó como en las Tumbadoras, influyendo a su generación y también a las venideras. 

## Alemania 1961
En el 61 lo llaman a tocar con los "Lecuona Cuban Boys" para hacer una suplencia del bongocero y viaja a Hamburgo (Alemania). En Montevideo se demoran los trámites de visado y cuando llega a la cita los "Lecuona" ya habían partido de gira. Ahí Chichito se vincula con Tito Zaban (Flautista y saxofonista de Xavier Cugat), con los "Capa Negra" (Flamenco Pop), entre muchos músicos con los que frecuentaba la movida musical en Hamburgo.
  

Otro privilegio que tuvo Chichito en esa época, y justamente en Hamburgo, fue conocer en vivo a una incipiente banda británica que posteriormente revolucionaria la música para siempre: "The Beatles". Chichito cuenta en una entrevista que le hiciera Eduardo Darnauchans en mayo de 1995, para la Revista Postdata: 
"Toqué en un montón de lugares. Aunque parezca mentira vi a Los Beatles en el Star Club. Iba a ver grupos de jazz, y pensé que esos ingleses eran un grupo de jazz... Pero eran los Beatles... Claro, la beatlemanía aún no existía y ellos estaban laburando en un pub de Hamburgo, un sótano, diríamos acá." 

## El "Toco"
Es un ritmo creado por Eduardo Mateo y Chichito, muy popular y generalizado entre los tocadores de esa generación, influyendo a las generaciones posteriores. El musicólogo Guilherme de Alencar Pinto, en su libro "Razones locas", describe las características de este toque de percusión:
"El Toco debe ser uno de los aportes más originales de Mateo (y de Chichito) a la música uruguaya. Es una idiosincrasia musical, que se extendió medio inadvertidamente, y que aparece cada tanto en algunos músicos marcados por Mateo y el Kinto. No se trata de un único ritmo, sino de un grupo de posibilidades rítmicas, caracterizadas por una percusión pesada y grave tocada a tierra (o en las tierras de una polirritmia), no sincopada, con subdivisión binaria del pulso, tipo paso de elefante." 
Ejemplos:
- "Yo quería ser como vos" (LP "El viento en la cara" - track A4) - F. Cabrera (1984 - AYUÍ-A/E 43K) - perc.: Chichito Cabral [6] [7]
- "De nosotros dos" (LP "Mateo solo bien se lame" - track A4) - E. Mateo (1972 DE LA PLANTA-KL 8317) - perc.: Eduardo Mateo[8] [9]
- "Tras tus ojos" (LP "Mujer de sal junto a un hombre vuelto carbon" track B2) - E. Magnone (1985 - ORFEO-SULP 90776) - perc.: Jaime Roos [10] [11]
- "El olor del café" (LP "Como el clavel del aire" - track A3) - M. Ubal (1989 AYUÍ-A/E 80 K) - perc.: Eduardo Mateo[12] [13]

## Candombe en tumbadoras
La síntesis rítmica que se logra al transportar el toque de los tres tambores de Candombe a las tumbadoras, es en buena medida legado de Chichito Cabral, con la tumbadora más grave ("Hembra") a la izquierda y la tumbadora más aguda ("Macho") a las derecha, en los tocadores diestros. Básicamente la mano izquierda hará una suerte de toque de tambor Piano, mientras que la derecha simulará el toque de tambor "Chico". En el tema "Los colores" del primer LP de Chichito "Pa' Chimasa y los tocadores" (track A4), se puede escuchar este toque de Candombe de tumbadoras. 
"La incorporación de las tumbadoras […] al candombe se atribuye al grupo musical El Kinto cuyos percusionistas fueron Rubén Rada y Mario "Chichito" Cabral. A estas presencias de músicos percusionistas en el candombe canción se sumaron después Yamandú Pérez, Jorge Trasante, Juan Carlos "Boca" Ferreira […] entre otros". "El hecho de tocar Candombe en tumbadoras supone la reinterpretación de la polirritmia formada por los tres tambores, que se tocan con una baqueta y una mano, para ser ejecutada por las manos de un solo percusionista en dos o tres congas.". (Gustavo Goldman - 2009) 

## Bandas
Principales bandas que integró:

### EL KINTO[15]

#### (LP "Circa 1968" / Sp "Don Pascual" / "Ni me puedes ver" 1971)
- Integrantes: Eduardo Mateo (voz, guitarra), Rubén Rada (vos, percusión), Walter Cambón (guitarra, coros), Alfredo Vita (bajo, contrabajo), Luis Sosa (batería), Urbano Moraes (bajo, voz)  y Mario "Chichito" Cabral (percusión), quien entra en el año 1968 sustituyendo a Rada.

Chichito aporta para El Kinto su famoso tema "Don Pascual", clásico ya de la Música Popular Uruguaya:

"Entonces un día fui a pescar con mi señora, y me puse a escribir lo que estaba pasando. Y le puse música. Me imaginaba un tambor, me lo tocaba la pierna. Y empezamos. Lo armonizaron Urbano, Cambón y Mateo. Pin. Ya quedó el tema, mi primera composición: "Don Pascual". Tema que es el caballito de batalla del Kinto." 
"Tira la línea al agua Don Pascual / y espera toda una tarde Don Pascual / que el tiempo te dirá Don Pascual / si puedes tu pescar. / De la costa te gritan Don Pascual / "Se va lo que se va" Don Pascual / sólo sonríes sin contestar / Y vuelves a tirar."

### TOTEM

#### LP "Totem" // Sp "Dedos" / "Biafra" 1971
- Integrantes: Rubén Rada (voz, percusión), Eduardo Useta (guitarra, voz), Enrique Rey (guitarra, voz), Daniel Lagarde (bajo), Mario "Chichito" Cabral (percusión), y Roberto Galletti (batería). [17]

En el primer LP de Tótem Chichito Cabral compone en letra y música, "Días de esos" (track A4), tema en el que interpreta un formidable solo de Bongó:

"Días que pronto pasan / horas que son muy cortas / sólo me han dejado. / Ya no quiero recuerdos / ni las nubes que pasan / tienen un color triste. / Sigues camino en vano / quiero poder decir te amo / te amo te amo, te amo". 

#### LP "Descarga" // Sp "Mi Pueblo" / "Negro" 1972
- Integrantes: Rubén Rada (voz, percusión), Eduardo Useta (guitarra, coros), Enrique Rey (guitarra, coros), Daniel Lagarde (bajo), Mario "Chichito" Cabral (percusión), Santiago Ameijenda (batería). [18]

En el LP "Descarga" compone, en letra y música, el clásico tema por el que Chichito es más conocido: "Orejas" (track A2):

"Sale el sol se va confiado / a ver si pesca / Orejas se llama el perro / que lo festeja. / Y en su cuerpo color yodo / de pescador / amigos boliche y vino / pez de color./ Pasa el tiempo para unos / pero si sabes / que en aguas no muy profundas / hay ilusión / Y en su cuerpo color yodo / de pescador / amigos boliche y vino / pez de color." 

#### LP "Corrupción" 1973
- Integrantes: Enrique Rey (guitarra, voz), Eduardo Useta (guitarra, voz), Tomás "Chocho" Paolini (saxo, flauta), Roberto Giordano (bajo), Mario "Chichito" Cabral (percusión), Santiago Ameijenda (batería). [19]

En el LP "Corrupción", Chichito compuso, en letra y música, un tema para dos de sus hijos: "A Victoria y Federico" (track A3):
"Brillar como el viento / cierto no te miento / y dejé en la orilla mis pensamientos / envolvi en tu mano, no un beso de hermano / y quedó en tu pecho, amor sellado. / Brillo como el viento no te miento / Brillo como el viento no te miento. / Brillar como el viento, cierto me contento / manos y sonrisas siempre en ellos veo / envolvi en tu mano no un beso de hermano / y quedo en tu pecho amor sellado / Brillar como el viento no te miento / Brillar como el viento no te miento". 

### MOONLIGHTS (1973)
- Integrantes: Sergio Iriarte (guitarra, voz), Osvaldo Iriarte (bajo), Gastón "Dino" Ciarlo (guitarra, voz), Mario "Chichito" Cabral (percusión), Yamandú Pérez (batería). Con esta formación no hay grabaciones.

### CONJUNTO 03[20]

#### (Sp1 "El Púa" / "Pasa el tiempo" / "No quiero irme" 1974 / Sp2 "Tengo mucho miedo" / "Vuelve niña") 1974
- Integrantes: Gastón Ciarlo "Dino" (voz, guitarra), Enrique Rey (guitarra), Washington Serrón (guitarra), Miguel Güida (bajo), Yamandú Pérez (percusión), Mario "Chichito" Cabral (percusión, voz).

En esta etapa Chichito compone en letra y música "El Púa", reafirmando su afición por la pesca:
"Allá abajo en el rancho / rancho de pescadores / cuando hay viento y tormenta / mucho se comenta. / Ya está el Púa / con sus amigos / rodeando la vieja cocina / y hace tanto con sus años / tiene la cabeza blanca". 

### GULA MATARI (1976)
- Chichito Cabral integró la segunda formación de este "supergrupo". Integrantes: Rolando Fleitas (voz solista), Marcos Szpiro (guitarra), Nelson "Pito" Varela (saxo, flauta), Eduardo Márquez (bajo), Mario "Chichito" Cabral (percusión), Alfredo Galletti (batería), Roberto Galletti (batería). [22][23]Esta banda nunca llegó a registrar grabaciones.

## Australia 1977
En abril de este año Chichito viaja a Sídney, Australia, a participar con el Grupo "Malembe", integrado por Uruguayos, en el Festival Internacional "Carnival 77". Las intenciones de fondo eran trabajar, y posteriormente emigrar con toda la familia. La situación en Uruguay era muy complicada políticamente (iban cuatro años de dictadura opresiva), poco trabajo y la migración para los uruguayos era una alternativa perfectamente viable. Consigue trabajo en una fábrica de caños para las petroleras, y tiene un accidente en una mano. Esto, más la nostalgia, la soledad y extrañar mucho a la familia, le hace imposible la adaptación volviendo a Montevideo seis meses después. 

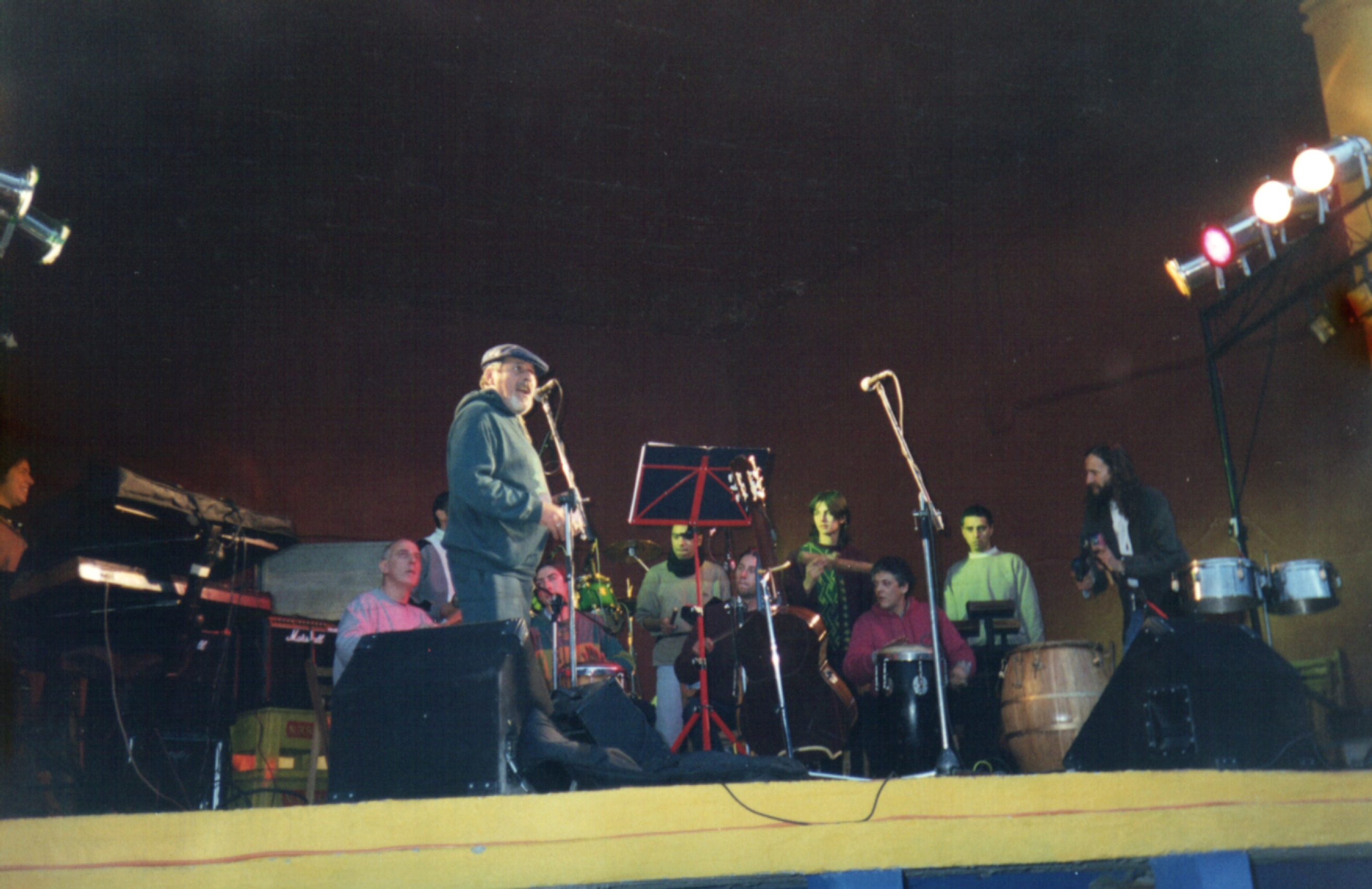
"Chichito" Cabral con "Sobremaderas" - 1999 - Pza. Eduardo Mateo

## Mi lindo barrio
Así se titula el tema que Chichito le dedicó a su barrio querido, "La Mondiola". Es el track A4 del LP "La Tocata". 
Mi lindo barrio, barrio lindo / por cuantos años / te han cambiado. / Esquina de "Cusita" con Don Manuel / si pasa mucho tiempo / te vuelvo a ver. / Donde estiré mis piernas / mis ilusiones / calle de los recuerdos / que entibia el sol. / Mi lindo barrio, barrio lindo / por cuántos años / te han cambiado. / Donde bocina el "Chilo" su diario nuevo / que junto con Perico, sí son amigos. / Mi lindo barrio, barrio lindo / por cuantos años / te han cambiado / Donde con Federico / y con "La Tuerca" / "Taller de los inútiles" / soldando música. / Mi lindo barrio, barrio lindo / por cuantos años / te han cambiado. " 
El "Federico" que menciona la letra es Federico García Vigil, "La Tuerca" es Carlos "Caio" Vila (baterista de Los Shakers), y el "Taller de los inútiles"  era el taller de Moisés Rouso (guitarrista de los Hot Blowers), un taller mecánico, punto de reunión de toda una generación de músicos que luego fueron importantísimos en la MPU: Hugo Fattoruso, Osvaldo Fattoruso, Rubén Rada, Manolo Guardia, Luis Pasquet, Hebert Escayola, Urbano Moraes, Hugo Balzo, Jaurés Lamarque Pons, Daniel "Bachicha" Lencina, Eduardo Useta, Domingo "Mingo" Medina, Edunio Gelpi, Roberto "Pelín" Capobianco (bajista de Los Shakers), entre otros. 
En toda la obra de Chichito el tema de la pesca se trasluce con claridad: "Don Pascual", "Orejas", "La última estrella", "El Púa". Sin dudas que esa afición lo inspiraba en sus "bajadas a la Rambla" (a la altura de la calle Magallanes). Iba a pescar más por una desconexión y estar tranquilo con el mar y los compañeros pescadores que a pescar mismo (que la suerte no eran mucha...). Los pescadores y también los perros fueron fuente de inspiración para el tema emblemático de Chichito: "Orejas". 

## Discografía

### Solista
- 1983 - "Pa' Chimasa & Los Tocadores" (ORFEO SCO 90696) [29][30]

El título de este disco, en su dedicatoria a "Chimasa", Chichito se refiere a su compañera de vida María Sara Estavillo: CHI (Chichito) y MASA (María Sara). María Sara conoce a Chichito en una reunión de unos amigos en común, cuando Chiche volvía de Alemania, en 1962. Se casaron cinco años después y siempre juntos, hasta este presente octogenario y... batallando con sus nanas... La carrera monumental que Chichito pudo forjar, es sin duda, fruto de los dos y también de la familia toda. El reflejo de ese amor inmenso está en muchos temas compuestos por él:
"... a Victoria yo le canto, a Victoria y Federico y a Chimasa que me escucha, que es la fuente de mi ritmo..." (Track 1)  
Es esa misma familia la que tuvo (y aún tiene), que soportar la pérdida de Felipe (Plef), el hijo menor, el hermano menor, el artista callejero, grafitero asesinado impunemente el 16 de febrero de 2019. En enero de 2024, el caso sigue estando aún irresoluto por la Justicia...
En el tema "Don Pascual" (track B3) se puede escuchar a Victoria Cabral (hija mayor de Chichito) y a Chimasa haciendo coros. 
Participaron: Hugo Fattoruso: Piano Yamaha (A1,B4), Sint. ARP Quadra y Oddyssey (A1), Raúl Medina: Piano Yamaha, Sintetizadores (A2,B3), Rolando Fleitas: Piano Yamaha, Sint. ARP Quadra y Axxe, Voz (B1), Coros (B2,B3), Chichito Bella: Piano Yamaha (B2), Julio Frade: Piano Yamaha (B5), Héctor Regalini: Efectos electrónicos (A2), Strings (B1), Sintetizador (A3), Roberto Giordano: Guitarra eléctrica (A2,A3,B3), Unísono, Silbido, Piano, coro (A3), Guitarra española (B1), Ricardo Lacuán: Guitarra eléctrica (B4), Pippo Spera: Guitarra Ovation (B5), Urbano Moraes: Bajo (A2), Roberto Da Silva: Bajo (A3), Coros (A3,B2), Walter "Café" Rivero: Bajo (A1), Aldo De Ferrari: Bajo (B2), Eduardo Márquez: Bajo (B4), Gustavo "Mamut" Muñoz: Bajo (B4), Osvaldo Fattoruso: Bajo (A1), Batería (A1,B4), Marcos Gabay: Contrabajos (2) (A4), Bajo (B5), Coros (B5), Daniel "Bachicha" Lencina: Trompeta (A1), Jorge Bingert: Saxo barítono (B2), Osvaldo Silva: Trombón (B5), Santiago Ameijenda: Batería (B2), Roberto Galletti: Batería (B1), Cencerro (A2), Gastón Buenseñor: Batería (B2), Hugo Jasa: Batería (B3), Ruben Rada: Voz, Congas, Bongó (A4), Luis "Negro" Da Silva: Caxixi (A3), Yamandú Pérez: Tumbadoras (B5), Gastón Ciarlo "Dino": Coros (B5), Jorge Do Prado: Coros (B5), Carlos Rodríguez: Coros (B5), Victoria Cabral: Coros (B3), Chimasa: Coros (B3), Eduardo Romaniello: Coros (B3), Mario "Chichito" Cabral: Voz (todos los temas), Congas (A1,A2,A3,A4,B1,B3,B4), Bongó, (A1,A4,B2,B4,B5), Timbales (A5), Maderas (A1,A3,B1,B4), Güiro (A1,A2), Chékere (A4), Pito (A2), Barriga (A4), Matesilbado (A4), Balas (A1,B4), Llaves (A1), Tambor Piano (B2), Vaso de "lija" (A1,B2), Balde agua "IFU" (B4), Cencerro (B5). 
La enorme cantidad de músicos participantes del primer disco solista de Chichito, demuestra a las claras el cariño y el respeto de sus colegas.
- 1985 - "Candombe Pal' ½ E' La Calle" (ORFEO SULP 90771) [34]

Participaron: Mario "Chichito" Cabral: (voz, percusión), Noelia: (voz), Beatriz Santos: (voz), Mónica Luz: (voz), Luis Alderotti: (teclados), Rolando Fleitas: (teclados, voz), Héctor Regalini: (teclados),  Roberto Giordano: (guitarra), Jorge Do Prado: (guitarra), Marcos Szpiro: (flauta, guitarra), Roberto Da Silva: (bajo), Jorge Sadi: (bajo), Daniel Jacques: (bajo),  Roberto Galletti: (batería), "Tico": (batería), "Mariano": (batería), M. González: (batería). 
- 1988 - "Tiempo" (DISCOVERY DISCOS Y CINTAS CDU2060) [35]

En el tema "Chancletea" (track A3) vuelve a cantarle a su compañera de vida, Chimasa:
"Chimasa te estoy llamando / Chimasa no me respondes / Chimasa, sé que te llamas / si no te has cambiado el nombre." 
Participaron: Diego Ebeler: Teclados (A1), Piano (A3), Daniel Jaques: Bajo (A1,A3,B3,B5,B4), Coros (A1,A3,B1,B3,B5,B4), Gustavo Rodríguez: Batería (A1), José Píriz: Saxo (A1), Mario "Chichito" Cabral: Voz (A1,B2,A5,A3,B1,B3,B5,A2,B4), Percusión (A1,B2,A5,A4,A3,B1,B3,B5.A2,B4), Leslie Piguilem: Coros (A1), Giselle Piguilem: Coros (A1), Rolando Fleitas: Teclados (B2,A3), Coros (A3,A2), Marcos Szpiro: Guitarra (B2), Roberto Giordano: Guitarra (B2), Coros (B5), Roberto Da Silva: Bajo (B2, A2), Coros (A2), Roberto Galletti: Batería (B2), José Luis "Pepe" Guerra: Voz (A4), Guitarra (A4), Andrés Bedó: Teclados (A4), Jaime Roos: Bajo (A4), Yanina Guerra: Voz (A4), Daniel Blanco: Coros (A3), Hugo Fattousso: Teclados (B1), Ringo Thielman: Bajo (B1), José Luis Pérez: Timbales (B1,A2), Batería (B4), Amilcar Rodríguez: Teclados (B3), Bajo (B3,B5), Guitarra (B3), Chiche Bella: Piano (B3), Chimasa: Coros (B5), Pi: Coros (B5), Careca García: Percusión (B5), Pipo Esmoris: Percusión (B5), José Pedro Beledo: Teclados (A2), Leonardo "Bolsa" Amuedo: Guitarra (B4).
Chichito fue siempre un percusionista dúctil y de gran talento, además de respetado y muy querido por sus colegas, características que lo llevaron a ser convocado por infinidad de artistas de muy variados géneros: Eduardo Mateo, El Kinto, Combo Camagüey, Manolo Guardia, Rubén Rada, El Sindykato, Totem, Gastón Ciarlo, Julio Frade, Conjunto 03,  Lucio Muniz, Los Olimareños, Larbanois-Carrero, Carlos Canzani, Hugo Trova, Jorge Galemire, Almango, Yamandú Pérez, Carlos Benavídez, José Luis Guerra, Fernando Cabrera, Quo Vadis,  Repique, Andrés Stagnaro, Los Vidalín, Jorge Alastra & German Bense, Lady Jones, Solipalma, Murgamérica, Los del Pueblo, entre muchos.
Estuvo activo hasta 2005-2006. En este fotomontaje se lo puede escuchar, con 69 años, cantando "Orejas" en la Sala Zitarrosa. El grupo estuvo integrado por: José Barroso (guitarra), Gustavo Goldman (teclados), Andrés Puppo (bajo), Emilio Barroso (bongó), Mario "Chancho" Lencina (batería) y Chichito Cabral (voz y percusión). 

### Grabaciones en las que participó
- 1969 - "Rada" - Rubén Rada (SONDOR - 33.104) [37]
- 1970 - "Bijou" - Conjunto Manolo Guardia (SONDOR 33109) [38]
- 1970 - "Los que tienen que ver" - Varios Artistas (SONDOR 33118) [39]
- 1970 - "Para hacer música, para hacer..." / "Montevideo, No puedo estar más aquí" - El Sindykato (Sondor - 50.155) [40]
- 1970 - "El Sindykato" - El Sindykato (SONDOR 33112) [41]
- 1970 - "Underground" - Gastón Ciarlo "Dino" (ECO - ELP 30027) [42]
- 1970 - "Don Pascual" / "Palangre" - Chichito Cabral (SONDOR 50127) [43]
- 1971 - "Musicasión 4½" - Varios Artistas (DE LA PLANTA KL-8305) [44]
- 1971 - "Don Pascual" / "Ni me puedes ver" - El Kinto (CLAVE 81092) [45]
- 1971 - "Dedos" / "Biafra" - Tótem (SP DE LA PLANTA 710) [46]
- 1971 - "Totem" - Totem (DE LA PLANTA KL 8312) [17]
- 1972 - "Descarga" - Tótem (DE LA PLANTA KL 8321) [18]
- 1972 - "Mi Pueblo / Negro" - Tótem (SP DE LA PLANTA 719) [47]
- 1972 - "Montevideo Blues" – Montevideo Blues (MACONDO GAM 551) [48]
- 1973 - "Corrupción" - Tótem (DE LA PLANTA KL 8335) [19]
- 1974 - "El Púa" / "Pasa el tiempo" / "No quiero irme" - Conjunto 03 (ORFEO 90062) [21]
- 1974 - "Tengo mucho miedo" / "Vuelve niña" - Conjunto 03 (RCA Vik – 31UZ - 007) [49]
- 1977 - "Circa 1968" - El Kinto (CLAVE 72-35066) [50]
- 1979 - "Hoy canto" - Gastón Ciarlo "Dino" (SONDOR – 44127) [51]
- 1980 - "La Tocata" - La Tocata (SONDOR 44153) [25]
- 1981 - "Cuando es dura la copla" Lucio Muniz (SONDOR - LP 44.189)
- 1981 - "Larbanois-Carrero" - Larbanois-Carrero (SONDOR 44.101) [52]
- 1981 - Pareceres - "Pareceres" (ORFEO - SULP 90665) [53]
- 1981 - "Milonga" - Gastón Ciarlo "Dino" (SONDOR 144150)
- 1981 - "Milonga descalza" - Hugo Trova (SONDOR 44186) [54]
- 1981 - "Presentación" - Jorge Galemire (AYUI - A/E 29) [55]
- 1981 - "Almango" - Almango (RCA - LPUS 382) [56]
- 1982 - "Candombeada" - Yamandú Pérez (SONDOR 144200) [57]
- 1982 - "La sal de mi canción" - Carlos Benavídez (SONDOR 44.149) [58]
- 1983 - "Comenzar de nuevo"  - Varios Artistas (ORFEO - SULP 90700) Track B3 [59]
- 1983 - "Ta' llorando" - José Luis Guerra (SONDOR 84333) [60]
- 1983 - "Pocas palabras" - Pippo Spera (AYUI A/E 36) [61]
- 1984 - "Si éste no es pueblo" - Los Olimareños (CEIBO - CSLP 75506) [62]
- 1984 - "El viento en la cara" - Fernando Cabrera (AYUI A/E 43K) [7]
- 1984 - "Corramos hacia el día" - Tacuruses (ORFEO SULP 90740) [63]
- 1984 - "Quo Vadis?" - Quo Vadis (LA BATUTA - LBD 015) [64]
- 1985 - "Murgamérica II" - Murgamérica (ORFEO SULP 90737) [65]
- 1985 - "Guitarra libre, nomás" - Lucio Muniz (RCA LPUS 439) [66]
- 1986 - "Veinticinco años" - Los Olimareños (CEIBO CSLP 75.516)  [67]
- 1987 - "Sacco y Valdez" - Sacco y Valdez (Soleado CSU 4002)
- 1988 - "Zambullite" - Repique (ORFEO 90985-1) [68]
- 1988 - "Bajo los plátanos" - Andrés Stagnaro (SONDOR 84539)
- 1988 - "Canciones ciudadanas" - Los Olimareños (ORFEO 90971-1) [69]
- 1987 - "Antología del Candombe Vol.1" - Varios Artistas (ORFEO SULP 90871) Track A2 [70]
- 1987 - "Presente" - Los Vidalín (SONDOR 84472) [71]
- 1989 - "Antología del Candombe Vol.2" - Varios Artistas (ORFEO 91007-1) Track A5 [72]
- 1989 - "Antología '89" - Gastón Ciarlo "Dino" (SONDOR 84475) [73]
- 1991 - "Antología del Candombe" - Varios Artistas (ORFEO CDO 005-2) Track 11 [74]
- 1991 - "Después de todo" - Jorge Alastra - German Bense (PERRO ANDALUZ 003) [75]
- 1994 - "La Carpeta Azul" - Varios Artistas (AYUI - A/E 132 CD) Tracks 10, 11 [76]
- 1995 - "El tiempo en la cara" - Fernando Cabrera (AYUI A/E 111 CD) [77]
- 1995 - "Antología del Candombe Vol.2" - Varios Artistas (ORFEO CDO 033 2) Track 4 [78]
- 1995 - "Otra historia" - Repique (ORFEO - CDO 096 2) [79]
- 1996 - "Aquemarropa" - Lady Jones (AYUI - A/E 157) [80]
- 1997 - "Un grito por todos" - Solipalma (LA VITROLA LV 1486-2) [81]
- 1998 - "Reencuentro" - Los del Pueblo (Ciclope Ltda -MMG) [82]
- 1998 - "Clásico" - El Kinto (CD SONDOR 8087.2) [83]
- 1998 - "Clásico" - El Kinto (CASS SONDOR 8087.4) [84]
- 2000 - "Memória viva" - Omar Romano (Otro - 2712-2)[85]
- 2000 - "Por eso canto" - María Elena Melo (ROQUE PRODUCCIONES) [86]
- 2004 - "15 Canciones en el Tiempo" - Varios Artistas (MMG – RL 2883-2) [87]
- 2006 - "Un poco de Uruguay" - Varios Artistas (RGS MUSIC 1366-2 ) Track 1 [88]
- 2010 - "Ruben Rada y otros" - Varios Artistas (OBLIGADO RECORDS) Track 7 [89]
- 2010  "Lo mejor de..." - Cuarteto de Nos (Batacazo - BTK007, Bizarro Records - BTK007)[90]
- 2011 - "Las 100 canciones del Bicentenario - Volumen 2" - Varios Artistas (MMG) [91]